# Subiasella krivolutskyi
Subiasella krivolutskyi är en kvalsterart som först beskrevs av Poltavskaja 1994.  Subiasella krivolutskyi ingår i släktet Subiasella och familjen Oppiidae. Inga underarter finns listade i Catalogue of Life.